# Ульянов, Александр Никитич
Александр Никитич Ульянов (1887—1966) — русский советский оперный певец (лирико-драматический баритон) и вокальный педагог. Муж оперной певицы В. Клопотовской.

## Биография
Родился 1 (13) марта 1887 года в Москве (в некоторых источниках называется 30 июля).
Происходил из крестьянской семьи, перебравшейся в Москву. Окончив техническое железнодорожное училище, с 1905 года работал слесарем на механическом заводе. Но вскоре забросил эту работу, решив посвятить себя музыке и вокальному искусству.
1907—1911 гг. — учёба в Московском музыкально-драматическом училище (педагог Л.Д Донской).
Дальше послужной список его артистической деятельности выглядит так:
Февраль 1912 — дебют в Риге.
1912—1913 — в Екатеринбурге
1913—1914 — в Одессе
1914—1915 — в Тифлисе
1915—1916 — в Ташкенте
Весна 1915, 1917 1918 — в Екатеринбурге
1919 1921- в Томске
1920 — в Перми
1921—1922 — Омске, Сибирская государственная опера
1922—1924 — в Свердловске
1924—1925 — в Одессе
1925—1926 — в Перми
1926—1927 — в Новосибирске
1927—1928 — в Баку
1928 — в Днепропетровске и Челябинске
1929—1931 — в Свердловске
С 1931 года — солист ленинградского ГАТОБа (Ленинградский государственный академический театр оперы и балета имени С. М. Кирова), дебютировав в партиях Князя Игоря — «Князь Игорь» А. П. Бородина — и Амонасро — «Аида» Дж. Верди.
После революции 1917 года принимал активное участие в концертах для уральских рабочих и красноармейцев.
С 1935 — преподаватель Ленинградской консерватории (с 1952 профессор) и Музыкального училища.
Среди учеников: Н. Гяуров, Н. И. Кривуля, С. Н. Шапошников.
Написал ряд образовательных статей о работе над оперными образами, публиковавшихся в театральной и музыкальной советской прессе: «За советское искусство», «Рабочий и театр».
Александр Никитич Ульянов умер 1 августа 1966 года в Ленинграде.
Пружанский А. М. о певце: «Обладал сильным, красивым голосом приятного тембра, сценическим обаянием». Там же приведены слова дирижёра Ю. В. Гамалея (Гамалей Ю. В. «Маринка» и моя жизнь (воспоминания дирижёра). Санкт-Петербург. Издательство «Папирус». 1999. С. 41) отмечавшего артистическую работу А. Н. Ульянова: «Актерское мастерство и музыкальная культура исполнения были на высоком уровне».
Пел п/у А. В. Алевладова, Н. Н. Алмазова, С. Барбини, В. А. Дранишникова, С. Ельцина, М. Жукова, Э. Н. Мертена, А. М. Пазовского, И. О. Палицына.

## Репертуар
Оперный репертуар певца включал разноплановые партии: как лирические, так и драматические; всего им были исполнены 72 партии.
Оперные партии:
- 1929 — «Прорыв» С. Потоцкого — Фёдор Кленов (первый исполнитель)
- 1933 — «Беглец» Н. Стрельникова — Оголин (первый исполнитель)
- 1912—1913 — «Кармела» С. П. Барбини — Пьер (в Екатеринбурге)
- 1913 — «Жизнь Латинского квартала» Р. Леонкавалло — Рудольф (в Екатеринбурге)
- 1918 — «Секрет Сусанны» Э. Вольф-Феррари — Граф Гиль (в Екатеринбурге)
- 1918 — «Джоконда» А. Понкьелли — Барнаба (в Екатеринбурге)
- «Князь Игорь» А. П. Бородина — Князь Игорь
- «Демон» А. Г. Рубинштейна — Демон
- «Евгений Онегин» П. И. Чайковского — Евгений Онегин
- «Мазепа» П. И. Чайковского — Мазепа
- 1930 — «Декабристы» В. Золотарева — Волконский (в Свердловске)
- 1930 — «Северный ветер» Л. К. Книппера — Гороян (в Свердловске)
- 1935 — «Пиковая дама» П.И Чайковского — Граф Томский, позже Князь Елецкий
- «Черевички» П. И. Чайковского — Бес
- «Снегурочка» Н.А Римского-Корсакова — Мизгирь
- «Севильский цирюльник» Дж. Россини — Фигаро
- «Вильгельм Телль» Дж. Россини — Вильгельм Телль
- «Риголетто» Дж. Верди — Риголетто
- «Отелло» Дж. Верди — Яго
- «Аида» Дж. Верди — Амонасро
- «Травиата» Дж. Верди — Жорж Жермон
- «Тоска» Дж. Пуччини — Скарпиа
- «Кармен» Ж. Бизе — Эскамилио
- «Руслан и Людмила» М. И. Глинки — Руслан
- «Хованщина» М. П. Мусоргского — Шакловитый
- «Царская невеста» Н.А Римского-Корсакова — Григорий Грязной
- «Садко» Н. А. Римского-Корсакова — Веденецкий гость
- «Майская ночь» Н.А Римского-Корсакова — Каленик
- «Дубровский» Э. Ф. Направника — Кирилл Троекуров и Верейский
- «Опричник» П. И. Чайковского — Вязьминский
- 1941 — «Чародейка» П. Чайковского, режиссёр Л. Баратов — Князь Никита Данилыч Курлятев
- «Фауст» Ш. Гуно — Валентин
- «Иоанн Лейденский» («Пророк») Дж. Мейербера — Граф Оберталь
- «Африканка» Дж. Мейербера — Нелюско
- «Гугеноты» Дж. Мейербера — Граф де Невер
- «Искатели жемчуга» Ж. Бизе — Зурга
- «Трубадур» Дж. Верди — Граф ди Луна
- «Чио-Чио-сан» («Мадам Баттерфляй») Дж. Пуччини — Шарплес
- «Паяцы» Р. Леонкавалло — Тонио и Сильвио
- «Лоэнгрин» Р. Вагнера — Тельрамунд
- «Тангейзер» Р. Вагнера — Вольфрам фон Эшенбах
- «Зигфрид» Р. Вагнера — Альберих
- «Золото Рейна» Р. Вагнера — Альберих

Оперетта:
- «Гейша» С. Джонса
- «Ночь любви» В. П. Валентинова
- «Сильва» И. Кальмана
- «Польская кровь» О. Недбала.